# Rio Crăiţa
O Rio Crăiţa é um rio da Romênia, afluente do Olt, localizado no distrito de Braşov.